# Espelho (construção)

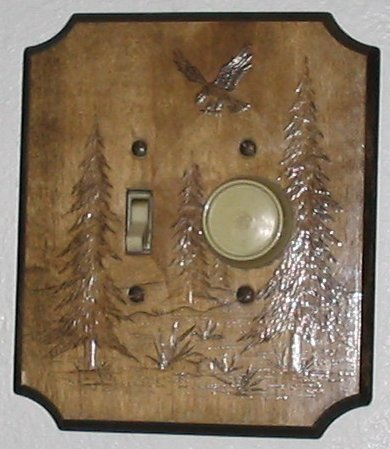

Em construção, o termo espelho se refere às placas, geralmente feitas de metal, plástico ou madeira, que cobrem os buracos das instalações de interruptores e tomadas.